# The Last of the Duanes
The Last of the Duanes er en amerikansk stumfilm fra 1924 af Lynn Reynolds.

## Medvirkende
- Tom Mix som Buck Duane
- Marian Nixon som Jenny
- Brinsley Shaw som Cal Bain
- Frank Nelson som Euchre
- Lucy Beaumont som Mrs. Bland
- Harry Lonsdale